# Łęgonice Małe
Łęgonice Małe is een plaats in het Poolse district  Przysuski, woiwodschap Mazovië. De plaats maakt deel uit van de gemeente Odrzywół en telt 160 inwoners.